# UCI Àfrica Tour 2008-2009
L'UCI Àfrica Tour 2008-2009 és la cinquena edició de l'UCI Àfrica Tour, un dels cinc circuits continentals de ciclisme de la Unió Ciclista Internacional. Està format per quinze proves, organitzades entre el 2 d'octubre de 2008 i el 19 d'abril de 2009 a l'Àfrica.
El vencedor final fou el namibi Dan Craven, vencedor del campionat d'Àfrica en ruta. La classificació per equips fou pel Team Barloworld, mentre que les dues classificacions per països foren per Sud-àfrica.

## Evolució del calendari

### Octubre de 2008
| Data  | Cursa                                     | Cat. | Vencedor         | Equip               |
| ----- | ----------------------------------------- | ---- | ---------------- | ------------------- |
| 2-5   | Gran Premi Chantal Biya                   | 2.2  | Thomas Rostollan | AVC Aix-en-Provence |
| 11-18 | Tour del Senegal                          | 2.2  | Joeri Calleeuw   | Martin Prorace      |
| 19    | Pick n Pay Amashovashova National Classic | 1.2  | Malcolm Lange    | Team MTN            |
| 29-4  | Tour de Faso                              | 2.2  | Guy Smet         | Selecció de Bèlgica |

### Novembre de 2008
| Data | Cursa                                | Cat. | Vencedor           | Equip      |
| ---- | ------------------------------------ | ---- | ------------------ | ---------- |
| 7    | Campionat d'Àfrica de contrarellotge | CC   | Jay Robert Thomson | Sud-àfrica |
| 11   | Campionat d'Àfrica en ruta           | CC   | Dan Craven         | Namíbia    |

### Gener de 2009
| Data  | Cursa                  | Cat. | Vencedor           | Equip              |
| ----- | ---------------------- | ---- | ------------------ | ------------------ |
| 13-18 | Tropicale Amissa Bongo | 2.1  | Matthieu Ladagnous | Française des Jeux |

### Febrer de 2009
| Data  | Cursa                      | Cat. | Vencedor           | Equip                     |
| ----- | -------------------------- | ---- | ------------------ | ------------------------- |
| 10-15 | Volta a Egipte             | 2.2  | Christoph Springer | Heraklion-Nessebar-Kastro |
| 17    | Gran Premi de Xarm al xeic | 1.2  | Ivailo Gabrovski   | Heraklion-Nessebar-Kastro |
| 17-18 | Volta al Camerun           | 2.2  | David Clarke       | Nordland-Hambourg         |

### Març de 2009
| Data | Cursa                    | Cat. | Vencedor        | Equip           |
| ---- | ------------------------ | ---- | --------------- | --------------- |
| 4    | Giro del Cap Challenge 1 | 1.2  | Robert Hunter   | Team Barloworld |
| 5    | Giro del Cap Challenge 2 | 1.2  | Chris Froome    | Team Barloworld |
| 6    | Giro del Cap Challenge 3 | 1.2  | Steven Cummings | Team Barloworld |
| 7    | Giro del Cap Challenge 4 | 1.2  | Arran Brown     | Medscheme       |

### Abril de 2009
| Data  | Cursa           | Cat. | Vencedor            | Equip     |
| ----- | --------------- | ---- | ------------------- | --------- |
| 10-19 | Volta al Marroc | 2.2  | Alexandr Dymovskikh | Brisaspor |

### Proves anul·lades
| Data                     | Prova                          | Cat. |
| ------------------------ | ------------------------------ | ---- |
| 13 de febrer             | Worlds View Challenge 1        | 1.1  |
| 14 de febrer             | Worlds View Challenge 2        | 1.1  |
| 15 de febrer             | Worlds View Challenge 3        | 1.1  |
| 14-20 de març            | Volta a Líbia                  | 2.2  |
| 29-5 de març             | Volta a Sud-àfrica             | 2.2  |
| 7 d'abril                | Gran Premi Banque de l'Habitat | 1.2  |
| 10-15 d'agost            | Tour ivorià de la Pau          | 2.2  |
| 28 d'agost-6 de setembre | Volta a Angola                 | 2.2  |

## Classificacions finals
| Pos | Ciclista                  | Equip                     | Punts |
| --- | ------------------------- | ------------------------- | ----- |
| 1.  | Dan Craven (NAM)          | Rapha Condor              | 123   |
| 2.  | Jamie Ball (RSA)          | House of Paint            | 123   |
| 3.  | Guy Smet (BEL)            | -                         | 92    |
| 4.  | Jay Robert Thomson (RSA)  | Team MTN                  | 89    |
| 5.  | Filipe Cardoso (POR)      | Liberty Seguros           | 87    |
| 6.  | Sadrak Teguimaha (CMR)    | -                         | 79    |
| 7.  | Daryl Impey (RSA)         | Team Barloworld           | 78    |
| 8.  | Joeri Calleeuw (BEL)      | Jong Vlaanderen-Bauknecht | 77    |
| 9.  | Alexandr Dymovskikh (KAZ) | -                         | 76    |
| 10. | Hassan Zahboune (MAR)     | -                         | 75    |

| Pos | Equip                     | País       | Punts |
| --- | ------------------------- | ---------- | ----- |
| 1.  | Team Barloworld           | Regne Unit | 261   |
| 2.  | Team MTN                  | Sud-àfrica | 195   |
| 3.  | Rapha Condor              | Regne Unit | 144   |
| 4.  | Liberty Seguros           | Portugal   | 133   |
| 5.  | House of Paint            | Sud-àfrica | 129   |
| 6.  | CCC Polsat Polkowice      | Polònia    | 109   |
| 7.  | Doha Team                 | Qatar      | 99    |
| 8.  | Heraklion-Nessebar        | Grècia     | 88    |
| 9.  | Team Neotel-Stegcomputer  | Sud-àfrica | 86    |
| 10. | Jong Vlaanderen-Bauknecht | Bèlgica    | 7     |

| Pos | País         | Punts  |
| --- | ------------ | ------ |
| 1.  | Sud-àfrica   | 1050,5 |
| 2.  | Tunísia      | 453,98 |
| 3.  | Algèria      | 309    |
| 4.  | Camerun      | 228    |
| 5.  | Burkina Faso | 141    |
| 6.  | Marroc       | 139    |
| 7.  | Líbia        | 134    |
| 8.  | Namíbia      | 123    |
| 9.  | Lesotho      | 123    |
| 10. | Eritrea      | 100    |

| Pos | País          | Punts |
| --- | ------------- | ----- |
| 1.  | Sud-àfrica    | 179   |
| 2.  | Eritrea       | 46    |
| 3.  | Líbia         | 34    |
| 4.  | Egipte        | 28    |
| 5.  | Algèria       | 25    |
| 6.  | Lesotho       | 12    |
| 7.  | Costa d'Ivori | 7     |
| 8.  | Senegal       | 6     |
| 9.  | Tunísia       | 6     |